# Sandu Eliad
Sandu Eliad (n. 30 iunie 1899, Botoșani – d. 11 martie 1979, București) a fost un gazetar și un director, regizor și critic de teatru român, evreu de origine. A lucrat, între altele, la Teatrul Barașeum, la teatrele evreiesti de stat din Iași și București, la Teatrul de revistă „Constantin Tănase” etc.

## Biografie
Sandu Eliad s-a născut în 1899 într-o familie de evrei din Botoșani, în Regatul României, sub numele Solomon Bercovici. 
La vârsta de 17 ani s-a mutat la București. 
A lucrat o vreme ca vânzător în magazine și în același timp a făcut studii de teatru la Academia de arte dramatice din București. Încă înainte de terminarea studiilor a început să fie cunoscut sub pseudonimul românesc Sandu Eliad, ca ziarist specializat în politica externă, reporter și secretar de redacție la publicațiile Facla , Zorile și Viața Românească. Din adolescență, alături de alți tineri intelectuali, parte dintre ei avangardiști,   a fost activ în cercurile stângii democratice. Eliad a îndeplinit, între altele, funcția de secretar al organizației Amicii URSS. În 1933 s-a numărat printre membrii de vază ai Comitetului Național Antifascist din România condus de Iorgu Iordan.  care a fost interzis de autorități după 18 luni de activitate.  
Începând din anii 1920 Sandu Eliad a lucrat ca regizor în diverse ansambluri teatrale. În 1922-1923 a activat în grupul de avangardă „Insula”  În 1925 in colaborare cu prietenul său, pictorul Marcel Iancu care a creat costumația, el a regizat pe scena Casei Artelor din București spectacolul Arlequinade de  Nikolai Evreinov.  A luat parte la 28-29 mai 1925 la Demonstrațiile de Artă Modernă organizate de revista Contemporanul. .În 1931 a regizat un film scurt documentar Frumusețile și pitorescul urbanistic bucureștean producție a Laboratorului cinematografic Gociu-Vasilescu
Sandu Eliad a fost și unul din bărbații însemnați în viata personală și profesională a Mariei Tănase.
A descoperit-o la începutul carierei ei artistice, a încurajat-o și i-a făcut cunoștință cu muzicologii și folcloriștii Constantin Brăiloiu și  Harry Brauner care au fost impresionați de talentul ei și au ajutat-o să-și lărgească repertoriul și să înregistreze primele ei discuri în țară și în străinătate.   
Sandu Eliad a fost și unul din partenerii de viață ai actriței si cântăreței Agnia Bogoslava, iar mai târziu soțul actriței în limba idiș, Leonie Waldman-Eliad.  
În timpul legilor antisemite ale dictaturii lui Ion Antonescu, Eliad a colaborat cu pictorul Max Herman Maxy și a regizat majoritatea spectacolelor  Teatrului Barașeum din București, care era singurul teatru permis în anii 1941-1944 spectatorilor, actorilor și autorilor evrei din România, cu repertoriu  evreiesc și străin numai în limba română. 
S-a distins prin regia unor spectacole precum comedia Cafeneaua mică de Tristan Bernard cu Nell Stroe în rolul principal, fantezia umoristică muzicală  Vraja unei nopți de vară de N.Kanner-Nican, Eugen Mirea si Elly Roman, Calea Văcărești după cartea lui I.Peltz, revista Din glumă în glumă creată de Ion Pribeagu, N.Kanner, Hary Schwartzman și Eugen Koffler, Lozul cel Mare de Șalom Alehem pe muzic[ de Schwartzman si cu decoruri de Maxy, 
În timpul dictaturii comuniste, în anii 1950,  Eliad a fost numit director al Teatrului Consilului Central al Sindicatelor (sau al Confederației Generale a Muncii) .În acea perioadă el a încurajat începutul carierei dirijorului Sergiu Comissiona. Mai târziu a devenit directorul Teatrului de Revistă Constantin Tănase și director și regizor al Teatrului Evreiesc de Stat din Iași. Ocazional el a colaborat la revista Teatrul din București. 
În anii 1960 Eliad a promovat cariera artistică a dansatorului, actorului și artistului de circ Mihai Ciucă.

### Viața particulară
Fiul lui Sandu Eliad și al Agniei Bogoslava, a fost poetul și scriitorul Tudor Eliad (1943-2007) care s-a stabilit la Paris.

## Distincții
- 1946 - Ordinul „Meritul Cultural” în grad de Cavaler, apoi în grad de Ofițer[10]
- 1952 - Medalia „A cincea aniversare a Republicii Populare Române” „pentru lupta și munca duse în vederea făuririi, consolidării și prosperării Republicii Populare Române”[11]
- 1953 - titlul de Maestru Emerit al Artei din Republica Populară Română „cu prilejul împlinirii a 5 ani de activitate publică a Ansamblului Artistic al Consiliului Central al Sindicatelor din Republica Populară Română”[12]
- 1953 - Medalia Muncii (13 octombrie 1953) pentru contribuția sa la „munca de pregătire și desfășurare a celui de-al IV-lea Festival Mondial al Tineretului și Studenților pentru Pace și Prietenie⁠(d)”[13]
- 1956 - Ordinul Muncii clasa a II-a „cu prilejul împlinirii a cinci ani de activitate a Teatrului de stat de operetă și pentru merite deosebite în muncă”[14]
- 1959 - Ordinul „23 August” clasa a IV-a „pentru activitate rodnică în dezvoltarea științei și culturii din Republica Populară Romînă”[15]